# Hakea lasiocarpha
Hakea lasiocarpha (лат.) — кустарник, вид рода Хакея (Hakea) семейства Протейные (Proteaceae), произрастает в Западной Австралии. Цветёт белыми цветами с мая по июль.

## Ботаническое описание
Hakea lasiocarpha — прямой широкий кустарник высотой, как правило, от 3 до 6 м. Имеет лигнотубер и густые ворсинчатые веточки. Вечнозелёные жёсткие листья имеют эллиптическое поперечное сечение и узкую яйцевидную форму длиной от 1,2 до 4 см и шириной от 1 до 2 мм. Цветёт с мая по июль и дает белые цветы. Каждое соцветие состоит из примерно 30 цветов. Белый околоцветник составляет около 8 мм в длину. После цветения образуются гладкие плоды, которые покрываются небольшими черными округлыми выступами. Плоды имеют длину от 20 до 23 мм и ширину около 10 мм с рогами длиной около 5 мм. Семена внутри плода имеют узкую яйцевидную или эллиптическую форму и длину от 10 до 11 мм с узким крылом вниз с одной стороны.

## Таксономия
Вид Hakea lasiocarpha был впервые официально описан шотландским ботаником Робертом Броуном в 1830 году в работе Proteaceas Novas. Supplementum primum prodromi florae Novae Hollandiae. Синонимом является Hakea dolichostyla. Видовой эпитет — от греческих слов lasio, означающее «шерстистый» или «волосатый», и carpha, означающее «маленькое сухое тело», относящееся к инволюционным прицветникам растения. Правильное слово в древнегреческом для «мохнатый», однако, lasios (греч. λάσιος).

## Распространение и местообитание
H. lasiocarpha эндемичен для района вдоль южного побережья в округе Большой Южный в Западной Австралии между Албани, Джеррамунгупом и Маунт-Баркером, где он произрастает на вершинах холмов и в долинах. Растёт на песчано-суглинистых, глинистых и гравийных почвах.